# Ernestina Gallardo

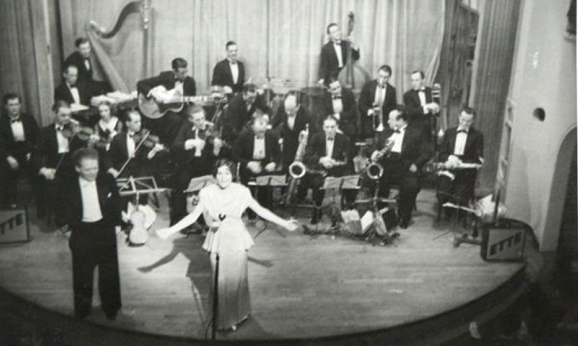
Ernestina Gallardo mit dem Orchester Bernhard Etté

Ernestina Gallardo, geborene Ledermann (* 1. Februar 1912 in Berlin; † 20. Juni 1982 ebenda) war eine deutsche Schauspielerin und Sängerin, die Widerstand gegen den Nationalsozialismus leistete.

## Familie und Freunde
Ernestina Gallardo, geborene Ledermann, wurde am 1. Februar 1912 als uneheliche Tochter der Lehrerin Margarethe Ledermann und des chilenischen Offiziers Ernesto Gallardo in der Ruhlaer Straße in Berlin geboren. Ihre Mutter stammte aus Groß-Wartenberg, wo sie am 11. Dezember 1876 geboren wurde. Sie starb am 17. März 1945 in Berlin-Wilmersdorf in der Markgraf-Albrecht-Straße 8. Obwohl sie zum evangelischen Glauben übergetreten war, galt sie nach den Rassengesetzen der Nationalsozialisten als sogenannte „Volljüdin“ wie auch ihre drei Schwestern, Melanie Ledermann, Beatrice Ledermann und Anna Ledermann. Melanie Ledermann wohnte in Berlin-Schmargendorf in der Ruhlaer Straße 26 und war ebenfalls Lehrerin. Beatrice sowie Anna Ledermann lebten in der Spreewaldstadt Lübbenau, Hauptstraße 33. Anna Ledermann war berufslos und ledig. Sie starb 1937. Ihre unverheiratete Schwester Beatrice Ledermann wurde am 21. August 1866 ebenfalls in Groß-Wartenberg geboren und war später Geschäftsinhaberin in Lübbenau. Am 27. November 1942 beging sie in ihrer Wohnung Selbstmord, um einer Deportation nach Theresienstadt zu entgehen.
Ernestina Gallardos Großeltern mütterlicherseits wohnten in der Holtzenstraße 13 in Berlin-Charlottenburg und waren ebenfalls jüdischer Abstammung. Ihr Großvater, Siegfried Ledermann, war Kaufmann und starb in Groß-Wartenberg. Ihre Großmutter, Emilia Ledermann, die am 28. Mai 1838 in Leipzig geboren wurde, starb am 22. August 1909 in Grimma. Emilia Ledermanns Vater war Kantor. Er und seine Ehefrau Therese führten den Nachnamen Meyer. Beide wohnten in Leipzig.
Ernestina Gallardo führte seit 1927 mit behördlicher Genehmigung den Nachnamen ihres Vaters. Anfang der dreißiger Jahre war sie mit dem Offizier Gerhard Raffalovich verlobt, der sich jedoch nach den „Nürnberger Gesetzen“ 1935 von ihr trennte.

## Ausbildung und künstlerische Tätigkeit
Ernestina Gallardo erhielt von 1920 bis 1928 Privatunterricht im Pädagogium Thie in Berlin und besuchte das Lettehaus. Anschließend studierte sie Bühnengesang und nahm Gesangsunterricht bei der schwedischen Hofopernsängerin Ylira Helberg. Ihre ersten Engagements hatte sie unter anderem im Tingel-Tangel-Theater Berlin und im Ensemble von Gustav Heppner. Ab 1932/1933 begann ihre Karriere als Sängerin in der Dschungel-Bar. Nach eigenen Aussagen trat sie in den Zwanziger Jahren in Belgien, Dänemark, Riga, Reval und Finnland auf. Im gleichen Zeitraum nahm sie weiterhin Gesangsunterricht bei Silvia Laval Jaffé. Das Absolvieren einer Abschlussprüfung sei ihr allerdings nach der Machtübernahme der Nationalsozialisten untersagt gewesen.
Weil ihre jüdische Herkunft bekannt geworden war, scheiterte 1936 ein geplantes Engagement am Schillertheater in Berlin.
Für den 1. bis 31. Mai 1937 erhielt Ernestina Gallardo die letzte Auftrittsgenehmigung von der Reichstheaterkammer. Diese ging davon aus, dass Gallardo Spanierin sei. Durch diese Auftrittsgenehmigung konnte sie letztmals mit dem Orchester Bernhard Etté auf Deutschlandtournee gehen.
Nach dem Krieg 1945 konnte sie beruflich nur noch schwer Fuß fassen. Ernestina Gallardo versuchte zwar weiterhin, ihren Beruf auszuüben, fand jedoch selten Beschäftigung. Sie trat unter anderem bei der US-Army, am Titania-Theater in Berlin und im Music-Hall-Dancing-Cabaret in Bukarest auf. Laut einer Aufenthaltsgenehmigung in Berlin gab sie noch am 30. August 1956 als Beruf Schauspielerin und Sängerin an.

## Widerstand
Ernestina Gallardo leistete dem Nationalsozialismus Widerstand. Dabei hatte sie Verbindung zu einer Widerstandsgruppe, welche sich selbst „Unterseebootversorgung“ nannte. Dieser Gruppe gehörten beispielsweise Elly Heuss-Knapp (Ehefrau des ersten Bundespräsidenten Theodor Heuss), Josef Pelz von Felinau und Gerhard Grindel an, sowie Rachel Hoppe, Charlotte Heppner (Ehefrau des Theaterdirektors Gustav Heppner), Herr Salomon (Rechtsanwalt), Alfred Karpen (Rechtsanwalt), Erich Gloeden (Architekt), dessen Ehefrau Elisabeth Charlotte Gloeden (Rechtsanwältin) und Carlota del Monte (Studentin der Theaterwissenschaften, spätere Beamtin bei der Botschaft Guatemalas in Bonn-Bad Godesberg). Ernestina Gallardo wurde in ihrem Bekanntenkreis dafür geschätzt, ohne wesentliche Fragen zum Hintergrund der Personen ihre Hilfe anzubieten. So setzte sie sich auch für die Aufnahme von General Fritz Lindemann ein, einen der bedeutendsten Mitverschwörer des Attentatskreises um den 20. Juli 1944 (Stauffenberg-Attentat). Ernestina Gallardo und Alfred Karpen wollten General Fritz Lindemann in Sicherheit bringen. Die Erhöhung des Risikos durch den Attentatsversuch schreckte sie nicht ab. Ernestina Gallardo wurde lediglich von Dr. Erich Gloeden über die Situation informiert, General Fritz Lindemann kannte sie nicht persönlich. Trotz ihrer Bemühungen gelang es Ernestina Gallardo nicht mehr, ihm rechtzeitig zu helfen. Die Gestapo spürte General Fritz Lindemann und Erich Gloeden, der sein Gastgeber war, am 3. September 1944 in dessen Wohnung auf. Bei der Verhaftung wurde das Notizbuch des Generals Fritz Lindemann sichergestellt. Es enthielt unter anderem Informationen über Ernestina Gallardo, woraufhin eine Fahndung nach ihr eingeleitet wurde. Nach Aussage eines Mitgliedes der Gruppe „Unterseebootversorgung“ sei sie lediglich Mitwisserin, aber kein unmittelbares Mitglied des Widerstandkreises gewesen. General Fritz Lindemann wurde während der Verhaftung angeschossen und starb an seinen schweren Verletzungen. Erich Gloeden; seine Frau, Elisabeth Gloeden, geborene Kuznitzky; Elisabeth Kuznitzky, geborene Liliencron und deren ebenfalls verhaftete Mutter wurden zum Tode verurteilt und anschließend hingerichtet. Trotz dieses Rückschlages nahm Ernestina Gallardo weiterhin viele Verfolgte, meist Frauen, bei sich auf und versorgte sie nach ihren Möglichkeiten, auch unter Gefährdung ihres eigenen Lebens. Die ständige Lebensgefahr und der damit verbundene Stress führten über die Jahre zu gesundheitlichen Beeinträchtigungen.
Ernestina Gallardo versorgte während der Zeit der nationalsozialistischen Tyrannei weitere jüdische Verfolgte des NS-Regimes und bot ihnen eine Unterkunft in der Markgraf-Albrecht-Straße 8 in Berlin. Unter diesen Umständen lernte sie zunächst den Rechtsanwalt Alfred Karpen kennen. Sie versteckte ihn von 1940 bis 1945 in ihrer Wohnung, in der sie mit ihrer Mutter, Margarethe Ledermann, und ihrer Tante, Melanie Ledermann, lebte. Während dieser Zeit entstand auch der Kontakt zur Berliner Modistin Helene Erb, die sich 1943 in verzweifelter Lage an Ernestina Gallardo wandte und in den folgenden drei Monaten bei ihr einen Unterschlupf fand. Mit Helene Erb entwickelte sich eine besonders enge Verbindung. Deshalb war diese auch im Wiedergutmachungsprozess 1962 dazu bereit, für Ernestina Gallardo eine eidesstattliche Versicherung abzugeben.

## Die Zeit nach dem Krieg
Nach Kriegsende versuchte Ernestina Gallardo durch diverse kleinere Auftritte in Berliner Varietés und Bars als Sängerin sowie durch Engagements als Komparsin bei Filmen wieder beruflich Fuß zu fassen. Dies gelang ihr allerdings aufgrund gesundheitlicher Probleme nicht mehr.
Nach Antragsstellung auf Entschädigung wegen Schadens am Vermögen und beruflichem Fortkommen am 29. Oktober 1952 erhielt Ernestina Gallardo zunächst eine Entschädigung von 8600 DM.
1960 wurde ihre Hilfeleistung für Helene Erb aus dem Jahr 1943 bekannt, woraufhin sie am 8. November 1962 durch den Berliner Senat als „unbesungene Heldin“ geehrt wurde. Kurze Zeit nach ihrer Ehrung stellte sie einen Antrag auf Anerkennung als politisch und rassisch Verfolgte des Nationalsozialismus (PrV), welcher jedoch durch das Entschädigungsamt Berlin zurückgewiesen wurde. Am 1. August 1969 wurde ihre Klage auf Anerkennung als PrV abgewiesen. Einerseits würdigte das Landgericht Berlin sie für ihren Widerstand im Sinne des PrV-Gesetzes, andererseits folgte es der Argumentation des Entschädigungsamtes, nach der Ernestina Gallardo keine erheblichen Gesundheitsschäden erlitten hätte.
In den Folgejahren musste sich Ernestina Gallardo wegen ihres schlechten Gesundheitszustandes immer wieder in ärztliche Behandlung begeben.
Am 14. Oktober 1972 lud der damalige Bundespräsident Gustav Heinemann Ernestina Gallardo in das Schloss Bellevue zu einer Ehrenveranstaltung für jene ein, die zur NS-Zeit Verfolgten uneigennützig Hilfe gewährt haben. Dieser Einladung folgte sie.
In ihrem späteren Leben machte Ernestina Gallardo verschiedene Kuren, die durch das Entschädigungsamt Berlin erstattet wurden, was sie sich in einem gerichtlichen Vergleich erstritten hatte. 1981 musste ihr im Sankt-Gerhard-Krankenhaus in Berlin ein Herzschrittmacher implantiert werden, wofür das Entschädigungsamt allerdings die Kostenübernahme ablehnte.
Am 20. Juni 1982 beging Ernestina Gallardo Suizid. Sie stürzte sich aus dem Fenster ihrer Wohnung im vierten Stock an der Ecke Markgraf-Albrecht-Straße und Damaschkestraße in Berlin. Auf ihrem Tisch stand eine Geldkassette mit rund 4000 Mark, Sparbüchern und Goldmünzen.